# Дзиндра Петро Іванович
Петро Іванович Дзиндра (нар. 28 березня 1944, Ярослав, нині — Польща) — український скульптор.

## Родина
Народився 28 березня 1944 року у м. Ярославі (нині територія Польщі) в українській родині. Батько помер незадовго до народження, мати — через вісім місяців після народження. Виховувався тіткою (сестрою матері). У 1945 році родину було насильницьки виселено на Західну Україну — до м. Заболотів на (Івано-Франківщині).
Ще у шкільні роки в Петра Дзиндри  виявляється талант до малювання. У 60-х роках він служив в рядянській армії. Після служби переїхав до Львова.
У Львові познайомився зі своєю майбутньою дружиною Уляною та її батьком — відомим українським скульптором Євгеном Дзиндрою, який за словами Петра Дзиндри:
став моїм батьком і першим вчителем в скульптурі і в мистецтві в цілому. Ця дивовижна людина залишила мені в спадок мудрі поради школи творчого життя, навчила розуміти і відчувати пластику каменю, його таємниці, бачити й передбачати в ньому витвір мистецтва, сприймати його музику

## Творчість
Наприкінці 1940-х — початку 1950-х років вперше познайомився з витворами народних майстрів Гуцульщини на недільних ярмарках в Заболотові.
У 1970—1976 роках навчався у Львівському державному інституті декоративно-прикладного мистецтва, на факультеті художньої кераміки. Його викладачами були: Дмитро Крвавич, Теофіл Максисько, Мирослав Падовський (нині покійні), Ярослав Шеремета, Іван Самотос та інші.
Дипломною роботою стала садово-паркова скульптура «Спорт», що встановлена біля стадіону у львівському центральному парку культури та відпочинку імені Богдана Хмельницького.
Працює в галузі монументально-меморіальної скульптури.
Основні твори

Пам'ятник Андрію Чайковському в Самборі

- Меморіальна таблиця на відновленому меморіальному комплексі січовим стрільцям в селі Пикуличі біля Перемишля (бронза).
- Бронзова меморіальна таблиця видатному українському композиторові Станіславу Людкевичу в місті Ярославі (Польща), де він народився.
- Надгробний пам'ятник на могилі відомого українського поета — сучасника Івана Франка Олександра Козловського в селі Гребінне Замосьцького повіту (Польща) (мармурова крихта).
- Монументальний пам'ятник Тарасу Шевченку в селі Демня на Львівщині у співавторстві із скульпторами Степаном Дзиндрою та Ярославом Троцьком і архітектором Олександром Яремою (камінь, 1990)[2].
- Пам'ятник видатному українському письменнику Андрію Чайковському перед музеєм «Бойківщина» на площі А. Чайковського у Самборі на Львівщині (1994, камінь; співавтор — архітектор Олександр Ярема)[3].
- Меморіальна таблиця Олегу Ольжичу (Кандибі) на вул. Личаківській, 32 у Львові (бронза; співавтор — архітектор Олександр Ярема)[4].
- Надгробний пам'ятник відомому скульптору Євгену Дзиндрі (камінь; співавтор — скульптор Ярослав Троцько) на Личаківському цвинтарі у Львові (поле №; 22)[2].
- Меморіальна таблиця Володимиру Щигельському — «Бурлаці» — командиру сотні «Ударники — 4» Перемиського куреня УПА на вул. Пекарській, 19 у Львові (граніт, бронза; співавтор — архітектор Олександр Ярема)[4].
- Надгробний пам'ятник видатному українському меценатові Володимиру Кашицькому на Личаківському цвинтарі (граніт, камінь; співавтор — архітектор Олександр Ярема).
- Надгробний пам'ятник на похованні старшої дочки Петра Франка — Віри-Марії Франко (1923—1996) на Личаківському цвинтарі у Львові (поле № 4)[2].
- Дві стели з барельєфами на спільному похованні вчительок з Ярославщини Олени Вергун та Олени Мелех на Личаківському цвинтарі у Львові (поле №; 22)[2].
- Горельєфний портрет Народного артиста України, актора Львівського Академічного драматичного театру ім. М. Заньковецької Олександра Гринька (камінь).
- «Сучасник І. Франка композитор С. Людкевич», плакета (1983, гальванопластика, 17×16)[5].
- Пам'ятник «Борцям за волю України» у селі Рудники Миколаївського району Львівської області (співавтор — архітектор Олександр Ярема, 1990, камінь)[6].
- Пропам'ятна дошка на могилі жертв масового вбивства в Малковичах біля Перемишля[7]